# اقلی
إقلی (به عربی: إقلی) یک شهرداری در الجزایر است که در استان بشار واقع شده‌است.

## خصوصیات
إقلی ۶٬۲۲۰ کیلومترمربع مساحت و ۶٬۶۸۲ نفر جمعیت دارد و ۵۰۷ متر بالاتر از سطح دریا واقع شده‌است.